# Regione di Vukovar e della Sirmia
La regione di Vukovar e della Sirmia (in croato Vukovarsko-srijemska županija, in serbo Вуковарско-сријемска жупанија?, Vukovarsko-srijemska županija, in ungherese Vukovár-Szerém megye) è una regione della Croazia situata nella regione storica della Sirmia.

## Geografia
La regione comprende la parte occidentale della Sirmia (quella orientale appartiene alla Serbia) e confina ad est con la provincia serba della Voivodina. Capoluogo della regione è Vukovar.

## Popolazione
Suddivisione della popolazione secondo le nazionalità (dati secondo il censimento del 2001):
- 160.277 (78,27%) croati
- 31.644 (15,45%) serbi
- 2.047 (1,00%) ungheresi
- 1.796 (0,88%) ruteni
- 1.338 (0,65%) slovacchi
- 1.138 (0,56%) bosniaci
- 487 (0,24%) albanesi
- 476 (0,23%) ucraini

## Geografia antropica

### Suddivisioni amministrative

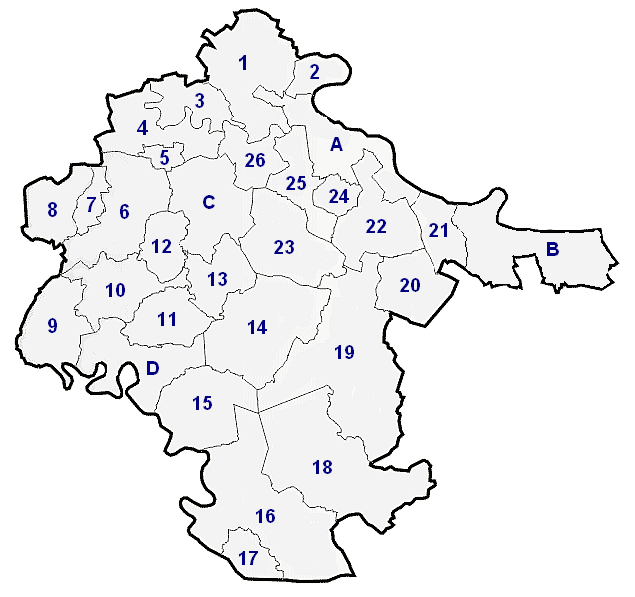
Comuni della regione di Vukovar e della Sirmia

La regione di Vukovar e della Sirmia è divisa in 5 città e 26 comuni, qui sotto elencati (fra parentesi il dato relativo al censimento della popolazione del 2001).

#### Città
| N. | Città    | Ab.    |
| -- | -------- | ------ |
| A  | Vukovar  | 31.670 |
| B  | Ilok     | 8.351  |
| C  | Vinkovci | 35.912 |
| D  | Županja  | 16.383 |
| 14 | Otok     | 7.755  |

#### Comuni
| Comune          | Ab.   |
| --------------- | ----- |
| Andrijaševci    | 4.249 |
| Babina Greda    | 4.262 |
| Bogdanovci      | 2.366 |
| Borovo          | 5.360 |
| Bošnjaci        | 4.653 |
| Cerna           | 4.990 |
| Drenovci        | 7.424 |
| Gradište        | 3.382 |
| Gunja           | 5.033 |
| Ivankovo        | 8.676 |
| Jarmina         | 2.627 |
| Lovas           | 1.579 |
| Markušica       | 3.053 |
| Negoslavci      | 1.466 |
| Nijemci         | 5.998 |
| Nuštar          | 5.862 |
| Privlaka        | 3.776 |
| Soljani         | 1554  |
| Stari Jankovci  | 5.216 |
| Stari Mikanovci | 3.387 |
| Štitar          | 2.608 |
| Tompojevci      | 1.999 |
| Tordinci        | 2.251 |
| Tovarnik        | 3.335 |
| Trpinja         | 6.466 |
| Vođinci         | 2.113 |
| Vrbanja         | 5.174 |